# Casa al carrer de Vic, 10 (Caldes de Montbui)
La Casa al carrer de Vic, 10 és una obra de Caldes de Montbui (Vallès Oriental) protegida com a bé cultural d'interès local.

## Descripció
És un edifici unifamiliar entre mitgeres, de planta baixa i dos pisos. Estructura tradicional de gruixudes parets de càrrega i forjats unidireccionals de bigues i biguetes de fusta.
La façana és completament simètrica respecte un eix central. Les obertures s'ordenen respecte aquest eix, amb un component força vertical. Fa servir el recurs de la gradació de mides de les obertures segons l'alçada, ja que els usos són completament diferents. En composició destaquen sobretot les dues obertures, de la planta baixa i primera; la porta està formada per uns brancals de grosses pedres motllurades i una llinda, també de pedra, de grans dimensions i la finestra té l'ampit, la llinda i els brancals de pedra amb petites motllures i relleus. Aquests dos forats són bastant grans i de composició vertical, en canvi el forat de la segona planta és molt petit i de proporcions quasi quadrades. L'acabat del pla de la façana és arrebossat.
La coberta és inclinada a dues vessants de teula àrab.